# Zeugomantispa compellens
Zeugomantispa compellens is een insect uit de familie van de Mantispidae, die tot de orde netvleugeligen (Neuroptera) behoort. 
Zeugomantispa compellens is voor het eerst wetenschappelijk beschreven door Walker in 1860.